# Balade și idile
Balade și idile este o un volum de poezii de George Coșbuc publicat în 1893. Este primul volum de poezii al lui Coșbuc. A fost republicat (ediția a II-a) în 1897, un an după apariția volumului său, Fire de tort. Ediția a IV-a a fost publicată în 1904, în același an cu Cântece de vitejie.

## Cuprins
Volumul cuprinde următoarele poezii:
- Armingenii
- Baladă
- Baladă albaneză
- Brâul Cosânzenii
- Calul dracului
- Carol IX
- Cântece
- Cântec oriental
- Cântecul fusului
- Cântec (Zice vodă)
- Costea
- Crăiasa zânelor
- De pe deal
- Dușmancele
- El Zorab
- Ex ossibus ultor!
- Fata morarului
- Fatma
- Fragment (Ea nu-i închide ușa, nu-l prinde de vestmânt)
- Fresco-ritornele
- Gazel (Picurii cu strop de strop)
- Gazel (Oamenii mă-nvinuiesc)
- Jertfele împăcării
- La oglindă
- La pârâu
- Legendă
- Logică
- Lordul John
- Mânioasă
- Moartea lui Fulger
- Nedumerire
- Noapte de vară
- Numai una!
- Nunta Zamfirei
- Nușa
- Nu te-ai priceput
- Păstorița
- Pe Bistrița
- Pe lângă boi
- Poet și critic
- Politică
- Popasul țiganilor (după Geibel)
- Prahova
- Puntea lui Rumi
- Rada
- Rea de plată
- Recrutul
- Regina ostrogoților
- Romanță
- Rugămintea din urmă (după Lermontov)
- Somnul codrilor
- Spinul
- Supțirica din vecini
- Toamna
- Toți sfinții
- Trei, Doamne, și toți trei
- Un basm
- Un cântec barbar
- Vara
- Vântul
- Vestitorii primăverii
- Zobail

## Legături externe
- varianta audio a volumului, în lectura actorului Cornel Nemeș, este în domeniul public și poate fi accesată pe librivox.org